# Ördög-kút
Az Ördög-kút Magyarország megkülönböztetetten védett barlangjai között van. A Bükki Nemzeti Park területén található Bükk-vidéken helyezkedik el.

## Leírás
A bükk-fennsíki Kis-fennsíkon, Parasznya szélén, a Csókástól ÉK-re, 1 km-re, az Ördögkút tetőtől ÉNy felé, cserjésben, töbörben, 450 m tengerszint feletti magasságban, szálkőkibúvás nélküli helyen van a barlang tág, 8 m hosszú, 5 m széles, természetes jellegű, ovális alakú és függőleges tengelyirányú bejárata. A barlangbejárathoz egy ösvény vezet.
Az inaktív víznyelőbarlang tektonikus törésvonalak mentén, a befolyó víz és karsztvízszint alatti oldódás hatására alakult ki. A barlang középső triász mészkőben jött létre. Gömbüstök, mennyezeti csatornák, evorziós üstök, hullámkagylók, gömbös borsókövek és cseppkőbekérgezések figyelhetők meg benne. Denevérek fordulnak elő a barlangban. Kötéltechnikai eszközök alkalmazásával, könnyű mászással járható. A barlang vízszintes kiterjedése 32 m.
Előfordul a barlang az irodalmában Büdös-kut (Dénes 1974), Büdös-kút (állapotfelvétel 2001), Katowice-barlang (Fabók 1974), Katowice barlang (Fabók 1974), Katowice-zsomboly (Dénes 1974), Kőlyuk-galyai-zsomboly (Hevesi 1977), Kőlyukgalyai-zsomboly (Jakucs, Kessler 1962), Kőlyuk-galya-völgyi függőleges barlang (állapotfelvétel 2001), Kőlyukgalyavölgyi függőleges barlang (Bertalan 1976), Kőlyuk-galya-völgyi zsomboly (Bertalan 1976), Kőlyukgalya völgyi zsomboly (Kuchta 1958), Kőlyuk-gallyai-zsomboly (Kordos 1984), Kő-lyuk-zsomboly (Lénárt 1979), Kőlyuk-zsomboly (Lukácsik, Juhász 1962), Ördögkut (Dénes 1974), Ördög-kúti-kürtő (Boldi, Margóczi 1983), Ördög-kút-zsomboly (Hevesi 1977), Ördögkút-zsomboly (Lénárt 1979) és Ördögkút zsomboly (Kordos 1984) neveken is.

## Kutatástörténet
1954-ben készült el a barlang alaprajz térképe és hosszmetszet térképe. A térképek 1:50 méretarányban mutatják be a barlangot. 1962-ben 96 munkaórát töltött a barlangban a MHT borsodi csoportjának karszt- és barlangkutató szakosztálya, valamint a diósgyőri bányászklub barlangkutató csoportja. Az 1962-ben napvilágot látott, A barlangok világa című könyvben az olvasható, hogy a Kaszás-forrástól É-ra, a második töbörsor legnyugatibb töbrében van a barlang bejárata. Majdnem függőleges, csipkézett és mohos falai aláhajlók a barlang alján. A Bükk Barlangkutató Csoport 1974-ben kutatta a barlangot, de nem ért el jelentős előrehaladást. Az 1974. évi Karszt- és Barlangkutatási Tájékoztató szerint a Kis-fennsíkon, a Kőlyuk-galya ÉNy-i pereme közelében emelkedő Ördögkút-tető oldalában lévő tág, 18 m mély barlang alján folytatta feltáró munkáját a barlangkutató csoport.
A csoport 1975-ben, kb. 3 m bontással, egy nagyon szűk hasadék kitisztításával, a 25 m mélyen nyíló oldalaknából bejutott a cseppkövekben gazdag, kb. 20×40 m alapterületű Nagy-terembe. Az 1976-ban befejezett, Magyarország barlangleltára című kéziratban az van írva, hogy a Kőlyuk-galyai-zsomboly további nevei Kőlyukgalyavölgyi függőleges barlang és Kőlyuk-galya-völgyi zsomboly. A Bükk hegységben, Miskolcon, a Kaszás-kúttól É-ra a második töbörsor legnyugatibb töbrében található és 20 m mély az inaktív víznyelőzsomboly. A kézirat barlangra vonatkozó része 2 irodalmi mű alapján lett írva. A Lénárt László által írt, 1977-ben megjelent kiadványban meg van említve, hogy túráztak a Kőlyuk-zsombolyban. Az 1977-ben megjelent, Bükk útikalauz című könyv szerint a sárga jelzésű turistaúttól D-re, az Ördög-kút-tető oldalában van a 18 m mély Ördög-kút-zsomboly, amelyről a fennsíkrész el lett nevezve. A könyvben (az 1962-es leírás felhasználásával) külön barlangként van leírva a Kőlyuk-galyai-zsomboly.
Az 1979-ben kiadott, Barlangok a Bükkben című kiadványban két külön barlangként, Kő-lyuk-zsomboly és Katowice-zsomboly neveken van leírva. A Kő-lyuk-zsombolynak a Kő-lyuk csoporttól ÉNy-ra van a bejárata. A teljesen függőleges és kútszerű barlang 10 m mély és alját törmelék fedi. A Katowice-zsombolynak a Varbó felé menő műút jobb oldalán kezdődő soros töbör első nagy töbrében, a sárga jelzésű turistaút mellett lévő nagyon elnyúlt töbör alján van a bejárata. A szakirodalomban előfordul Ördögkút-zsomboly és Kőlyuk-galyai-zsomboly neveken is. Hatalmas, 5 m átmérőjű, kútszerű aknájában 20 m-re lehet leereszkedni kötéllel. A ferde részek után 10×30 m alapterületű, a bejárati akna törmelékében végződő terem következik. A könyvhöz mellékelt, a Bükk hegység barlangokban leggazdagabb területét bemutató térképen látható a 95-ös számmal jelölt Kő-lyuk-zsomboly és a 12-es számmal jelölt Katowice-zsomboly földrajzi elhelyezkedése.
Kárpát József 1983-ban rajzolta meg a barlang kétirányú hossz-szelvény térképét és keresztmetszet térképét. A térképek 1:100 méretarányban mutatják be a barlangot. A Borsodi Szénbányák Karsztkutató Szakcsoportja 1983-ban, egy friss beszakadás nyomán kezdte el bontani az Ördög-kúti-kürtőt. A munka során rengeteg nagy követ és hordalékot vödröztek felszínre. A kürtő öt méter után vízszintes lett és itt csak behordott törmelék, kis kavicsok és agyag van. A nyitott barlangrészben meglepően meleg és páradús a levegő. 1984 májusában megfigyelt benne két denevért a Marcel Loubens Barlangkutató Egyesület. Az 1984-ben napvilágot látott, Magyarország barlangjai című könyv országos barlanglistájában szerepel a Bükk hegységben lévő barlang Kőlyuk-gallyai-zsomboly néven Katowice-zsomboly, Ördögkút zsomboly és Kőlyukgalyavölgyi függőleges barlang névváltozatokkal. A listához kapcsolódóan látható az Aggteleki-karszt és a Bükk hegység barlangjainak földrajzi elhelyezkedését bemutató 1:500 000-es méretarányú térképen a barlang földrajzi elhelyezkedése.
1999. augusztus 18-án az Acheron Barlangkutató Szakosztály járt az addig egy 18 m mély aknából állónak hitt barlangban. Az akna alján találtak a szakosztály tagjai egy továbbvezető nyílást, és kb. 50 m hosszú új részt fedeztek fel. Kutatásuk végén a barlang hosszát 80 m-re becsülték. Kárpát József, Szin András és Zsanda Géza 1999 augusztusában készítették el a barlang hossz-szelvény térképvázlatát. A szakosztály tagjai 1999 szeptemberében eltávolították a bejárati aknában lévő farönköket. A szakosztály 1999. évi jelentésébe bekerült a barlang 1999-ben rajzolt térképe. A kéziratban lévő helyszínrajzon be van jelölve a barlang helye. A barlang 2001-ben készült állapotfelvételi kéziratában az van írva, hogy Varbón, 450 m tszf. magasságban van a barlang bejárata. Az engedély nélkül látogatható, részletesen felmért barlang 150 m³ térfogatú, 18 m függőleges kiterjedésű, 18 m mély és 6 m (plusz valószínűleg 40 m) vízszintes kiterjedésű.
A Bükki Nemzeti Park Igazgatóság működési területén, a Bükk hegységben elhelyezkedő és 5363/14 kataszteri számú Ördög-kút, 2006. február 28-tól, a környezetvédelmi és vízügyi miniszter 8/2006. KvVM utasítása szerint, megkülönböztetett védelmet igénylő barlang. A Bükki Nemzeti Park Igazgatóság működési területén lévő és 5363-14 kataszteri számú Ördög-kút, 2012. február 25-től, a vidékfejlesztési miniszter 4/2012. (II. 24.) VM utasítása szerint, megkülönböztetetten védett barlang.
A nemzeti park barlangtani szakreferense 2014. április 11-én észlelte, hogy az első akna alján, állati maradványokat, tetemeket tartalmazó műanyag zsákok vannak. 2014. szeptember 11-én lettek eltávolítva a maradványok a barlangból. Kovács Richárd, Csizmadia Tünde, Raisz Péter és Szabó R. Zoltán 2015. november 29-én felmérték a barlangot, majd Szabó R. Zoltán a felmérés adatainak felhasználásával, 2016. február–áprilisban megszerkesztette, megrajzolta a barlang alaprajz térképét, vetített kiforgatott hosszmetszet térképét és 12 keresztszelvény térképét. A térképek 1:100 méretarányban mutatják be a barlangot. A barlang a felmérés adatai szerint 181,9 m hosszú, függőleges kiterjedése 37,61 m, mélysége 37,61 m, vízszintes kiterjedése pedig 32 m.

## További irodalom
- Kuchta Gyula: Ismerjük meg a barlangokat. Miskolc, 1958.
- Kuchta Gyula: Néhány bükki zsomboly és víznyelőbarlang. Borsodi Földrajzi Évkönyv, 1958. (1.) Miskolc. 19–20. old.
- Lénárt László: A miskolci barlangkutatás és a bükki barlangok összefoglaló ismertetése. Borsodi Műszaki-Gazdasági Élet, 1982. 3. sz. Miskolc. 11–14. old.